# Saturnino Secondo Salustio
Saturnino Secondo Salustio o Saluzio o Secondo Sallustio (latino: Saturninus Secundus Salustius o Salutius; fl. 350-367) è stato un politico e filosofo romano di età imperiale appartenente ai neoplatonici.
Amico dell'imperatore romano Giuliano, ne condivise il programma di restaurazione della religione romana, ma fu così equilibrato che fu prefetto del pretorio d'Oriente (361-367 con una breve pausa nel 365) sotto quattro imperatori.

## Biografia
Nativo della Gallia, forse dell'Aquitania, era probabilmente un homo novus, in quanto i suoi due primi incarichi furono non senatoriali; Salustio fu infatti, probabilmente sotto l'imperatore Costante I (337-350), praeses provinciae Aquitanicae, magister memoriae, comes ordinis primi, proconsole d'Africa e comes ordinis primi intra consistorium et quaestor, come attesta l'iscrizione posta sotta la sua statua d'oro eretta nel Foro di Traiano.
Fu inviato dall'imperatore Costanzo II, fratello del defunto Costante, al cugino e cesare d'Occidente Giuliano, come consigliere, quando era ormai già avanti con gli anni. Costanzo si insospettì dei successi di Giuliano e, attribuendoli a Salustio, lo richiamò, separandolo dal cesare di cui era divenuto amico.
Giuliano venne acclamato imperatore nel 360, e l'anno successivo Costanzo II morì. Nel 361 Giuliano, giunto a Costantinopoli, nominò Salustio prefetto del pretorio d'Oriente e presidente del tribunale che a Calcedonia processò i funzionari di Costanzo. Nel 362 lasciò Costantinopoli per raggiungere Giuliano ad Antiochia, da dove l'imperatore aveva intenzione di far partire la sua campagna sasanide. Qui Salustio sconsigliò a Giuliano di perseguitare i cristiani: per dargli un esempio, torturò un certo Teodoro per tutto un giorno, dimostrandogli che ne avrebbe fatto un martire. Diede rifugio al vescovo di Aretusa, Marco, che aveva suscitato la rabbia di Giuliano e, pare, torturò dei pagani per vedere se la loro resistenza era comparabile a quella dei cristiani. Fu poi incaricato di preparare le forniture per l'esercito e la flotta; quando un ufficiale non riuscì a portare gli approvvigionamenti dovuti a Circesium lo fece giustiziare. Giuliano morì durante la campagna, in uno scontro con i Sasanidi (363), durante il quale anche Salustio rischiò la vita; in seguito fu scelto dai generali romani come successore del suo amico, ma declinò l'offerta, adducendo la cattiva salute e l'età avanzata, e al suo posto venne eletto il cristiano Gioviano.
Sotto Gioviano rimase in carica come prefetto: il nuovo imperatore lo inviò a trattare con i Sasanidi.
Dopo la morte di Gioviano (364) sostenne l'elezione di Valentiniano I. Quando Valentiniano cadde ammalato, nel 364, Salustio negò che la malattia fosse stata provocata da un maleficio preparato dai sostenitori di Giuliano. Venne deposto dall'imperatore, che invitò chiunque a presentargli accuse contro Salustio, ma fu poi rimesso al suo posto dopo poco tempo.
Continuò al suo posto sotto l'imperatore Valente, che il fratello Valentiniano associò all'impero; nel 364 aveva Callisto come assessor (assistente), nel 365 Eanzio. Poco dopo il 30 luglio di quell'anno venne sostituito da Nebridio, principalmente a causa dell'azione del patricius e suocero dell'imperatore Petronio, ma quando, sempre quell'anno, Nebridio venne catturato dall'usurpatore Procopio, Salustio venne reintegrato. Venne definitivamente congedato a metà del 367, probabilmente per anzianità, ma comunque a causa degli intrighi di Clearco. Forse ricevette il titolo di patricius dopo il congedo.

## Giudizi su Salustio
Giuliano fu amico di Salustio, cui dedicò la Consolazione a sé stesso, scritta dopo la forzata separazione in Gallia da Salustio, e il suo Inno al Re Helios, composto nel dicembre 362; Salustio lesse e approvò anche un'altra opera dell'imperatore, I Cesari.
Libanio lo lodò come funzionario incorruttibile, Imerio gli indirizzò un'orazione in cui lo definiva vero reggitore dello stato, mentre persino i cristiani ne lodavano l'equilibrio.

## Opere
Salustio fu uno studioso di letteratura e filosofia, che addirittura trascurò talvolta i propri uffici per coltivare i propri studi. A Salustio è attribuita la composizione in lingua greca di Περὶ θεῶν καὶ κόσμου (Gli dei e il mondo), una sorta di catechismo ufficiale dell'ultimo paganesimo durante la restaurazione della religione greco-romana voluta dal Giuliano per pagani.
La maggior parte delle idee esposte in esso non sono originali ma sono derivate da altri filosofi neoplatonici, come pure dalle orazioni di Giuliano, in particolare la quinta e la settima, anche se Salustio sembra avere meno dimestichezza con Giamblico, considerando la sua demonologia meno sviluppata. In alcuni punti, tuttavia, l'autore sostiene alcune tesi inconsuete. Per esempio riguardo all'origine del male, Salustio afferma che nulla è male per sua natura, ma diviene male per le azioni degli uomini, o meglio, di alcuni uomini. Inoltre, il male non è commesso dagli uomini per sé, ma perché si presenta falsamente sotto l'apparenza di un bene, come aveva già esposto in certa misura Socrate. Il male nasce sempre e solo a causa di una falsa valutazione del bene, in quanto, alla fine, è mancanza di esso.
(Salustio, Gli dei e il mondo, xii.1)

### Fonti primarie
- Ammiano Marcellino, Res gestae
- Filostorgio, Storia ecclesiastica
- Libanio, Lettere e Orazioni
- Socrate Scolastico, Storia ecclesiastica
- Sozomeno, Storia ecclesiastica
- Zosimo, Storia nuova

### Fonti secondarie
- Jones, Arnold Hugh Martin, John Robert Martindale, John Morris, The Prosopography of the Later Roman Empire, Cambridge University Press, 1992, ISBN 0521072336, pp. 814–817.

### Edizioni delle sue opere
- Salustio, Sugli dèi e il mondo, a cura di Riccardo Di Giuseppe, Adelphi, 2000, ISBN 8845915190
- Salustio, Gli Dei e il Mondo, a cura di Valeria Vacanti, Il Leone Verde, 1998, ISBN 8887139075